# Das Herz (opera)

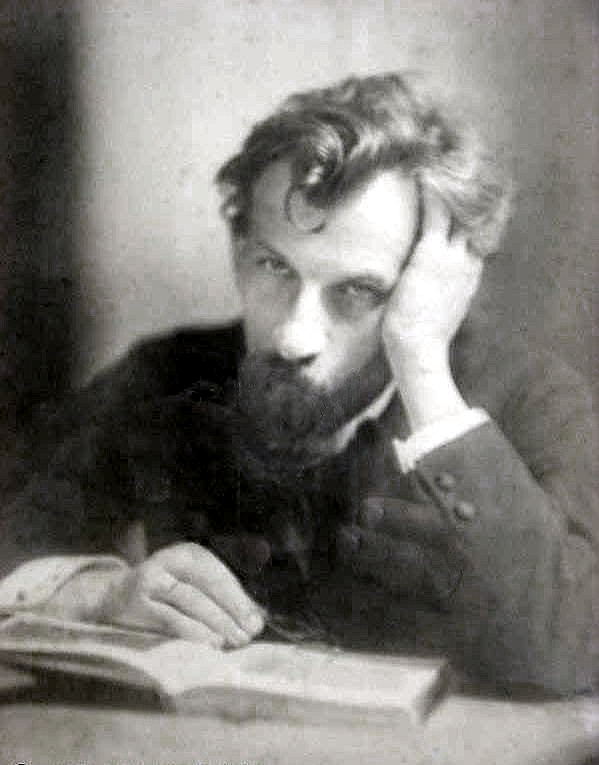
Hans Pfitzner

Das Herz (Hjärtat) är en opera i tre akter med musik av Hans Pfitzner och libretto av Hans Mahner-Mons.

## Historia
Das Herz blev Pfitzners sista opera, fastän han levde i ytterligare 18 år. Den hade premiär den 12 november 1931 samtidigt på Nationaltheater i München (med Hans Knappertsbusch som dirigent) och på Staatsoper Unter den Linden i Berlin (med Wilhelm Furtwängler som dirigent).
Den hade svensk premiär den 14 april 1932 på Kungliga Operan i Stockholm där den spelades fyra gånger. Brita Hertzberg och Joel Berglund 
sjöng rollerna som Helga och Daniel, medan Irma Björck och Jussi Björling sjöng rollerna som Wendelin och en kavaljer.

## Personer
- Hertigen (basbaryton)
- Hertiginnan (mezzosopran)
- Prins Tankred (dansroll)
- Geheimerådet Asmus Modiger (tenor)
- Helga von Laudenheim (sopran)
- Doktor Daniel Athanasius (basbaryton)
- Wendelin (mezzosopran)
- En ung kavaljer (tenor)
- Första hovdamen (sopran)
- Andra hovdamen (alt)
- Åklagaren (bas)
- Första bödelsdrängen (tenor)
- Andra bödelsdrängen (baryton)
- Första tjänaren (baryton)
- Andra tjänaren (bas)
- En page (sopran)

## Handling
Läkaren Athanasius ingår ett avtal med djävulen Asmodi så att han kan utnyttja övernaturliga krafter till att bota sina patienter. Han lyckas rädda hertigens son, prins Tankred, vars hjärta har upphört att slå, men i gengäld skall han ge djävulen ett annat hjärta när året har gått ut. Hertigen ger läkaren hovdamen Helga von Laudenheim till hustru som tack för att han har räddat hans sons liv, men vid en fest hos hertigen kommer en ämbetsman vid namn Asmus Modiger och hotar Athanasius med att röja allt om avtalet med djävulen om han inte överlämnar sin hustru åt honom för en natt. Läkaren vill döda Asmus Modiger men känner då igen djävulen själv i honom. Samtidigt för hans hustru. Det var hennes hjärta han hade lovat bort. Men även prinsen dör på samma gång, och hertigen vill döda läkaren, tills han kommer att tänka på att denne kanske kan upprepa underverket. Denna gång vägrar läkaren att sätta andras liv på spel och det beslutet leder till hans egen död. Därvid får emellertid hans hustru sitt hjärta tillbaka och kan följa honom till himlen.